# Александрос Дімітракопулос
Пантеліс Александрос Дімітракопулос (Pantelis Alexandros Dimitrakopoulos) — грецький дипломат. Надзвичайний і Повноважний Посол Греції в Україні (з 2024).

## Життєпис
У 1986 році закінчив Франко-еллінський ліцей Ежена Делакруа; У 1990 році отримав диплом бакалавра у Міжнародному коледжі Марі де Франс; У 1994 бакалавр мистецтв Женевського вищого інституту; У 1995 році диплом магістра Європейського коледжу. Володіє англійською, французькою, грецькою, спілкується італійською мовами.
З 1999 року на дипломатичній службі в Міністерстві закордонних справ Грецької Республіки: співробітник Пресслужби Міністерства закордонних справ Грецької Республіки (1999-2000); Секретар Посольства Греції у Лондоні (2000-2004); Консул Генерального консульства Греції в Стамбулі (2004-2008); радник Постійного представництва Греції при ОБСЄ у Відні, Австрія (2008-2010); радник Міністерства закордонних справ Грецької Республіки (2010-2012); радник Постійного представництва Греції при НАТО, Брюссель (2012-2016); працював у відділі планування політики Офісу Генерального секретаря НАТО, Брюссель (2016-2020); співробітник Управління оборонної політики та планування НАТО (2020-2021); співробітник Управління зі стратегічного та оперативного планування Міністерства закордонних справ Грецької Республіки, Афіни (2021-2023); директор зі стратегічного та оперативного планування Міністерства закордонних справ Грецької Республіки, Афіни (2023-2024).
З вересня 2024 року — Надзвичайний і Повноважний Посол Греції в Києві, Україна.
12 вересня 2024 року вручив копії вірчих грамот Заступнику міністра закордонних справ України Євгену Перебийносу.
12 листопада 2024 року — вручив вірчі грамоти Президенту України Володимиру Зеленському